# Nuvoton
Nuvoton Technology Corporation (chinois : 新唐科技股份有限公司) est une société de semi-conducteur localisée à Taïwan établie en 2008.

## Vue d’ensemble
Les principales familles de produits proposées par Nuvoton sont les CI pour applications microcontrôleur, CI pour applications audio, CI pour applications cloud et informatique, et les services de fonderie. Sa gamme NuMicro de CI pour microcontrôleurs ARM Cortex-M0 est réputée pour sa densité et sa fonctionnalité. Sa ligne de produits Cloud & informatique cible la conception et la fabrication de clés à puce pour cartes mères de PC, ordinateurs portables et de serveurs, proposant des solutions E/S complètes évoluées, des CI de gestion du matériel, des CI de gestion de l’alimentation, des CI de sécurité TPM, des contrôleurs pour clavier de notebook, et des solutions de contrôle intégré (EC) pour plateformes mobiles.
Nuvoton gère en outre une usine de production de wafer de six pouces qui propose des services de fonderie non seulement pour les produits CI de la marque, mais également pour des entreprises partenaires privilégiées.

## Secteurs d’activité
Le groupe d’applications à microcontrôleur de Nuvoton cible principalement les CI pour microcontrôleurs et les CI de traitement vocal. La gamme NuMicro de Nuvoton fut la première en Asie à proposer l’architecture 32 bits pour ARM Cortex-M0 comme cœur des microcontrôleurs multi-usage. Ce produit intègre des fonctionnalités telles que des entrées à large plage d’alimentation et des conceptions anti-interférences et antibruit évoluées, particulièrement adaptées pour les systèmes de contrôles industriels à microcontrôleur 8 bits. Les marchés ciblés incluent le matériel électronique médical, les systèmes C.C. sans balais, les écrans tactiles, les interfaces USB et ainsi de suite. emPowerAudio de Nuvoton qui propose des solutions de traitement vocal dotées de performances révolutionnaires tant du point de vue de la consommation électrique que du temps de mise sur le marché, se décline en une multitude d’options pour appareils audio portables, systèmes d’info-loisirs dans les véhicules, et téléphones VoIP. Le SoC ARM Audio de Nuvoton est le premier ChipCorder de l’industrie à intégrer un microcontrôleur ARM Cortex-M0 32 bits. Le système sur puce (SoC) ISD9160 optimise les enregistrements audio à faible puissance ainsi que leur lecture dans le cadre d’une large gamme d’applications industrielles exigeantes telles que les appareils médicaux portables, les systèmes de sécurité et les véhicules de transports publics, mais aussi les produits de grande consommation, y compris l’audio sans-fil, les boutons capacitifs pour panneaux tactiles, les appareils ménagers, les jouets, et autres nouveautés.
Nuvoton fabrique de nombreux CI à application spécifique (ASIC - Application Specific IC) ; grâce au dévouement de Winbond au fil des ans, Nuvoton a pu se concentrer sur le développement de clés à puce pour cartes mère de PC, ordinateurs portables et serveurs, proposant des solutions E/S complètes évoluées, des CI de gestion du matériel, des CI de gestion de l’alimentation, des CI de sécurité TPM, des contrôleurs pour clavier de notebook, des puces de contrôle pour clavier de notebook etc. Plus spécifiquement, les produits E/S évolués et les solutions de contrôle intégré (EC) pour plateformes mobiles nous ont valu une position de leader sur le marché. 
Le groupe fabrication de Nuvoton gère une unité de fabrication à fonderie proposant une multitude de technologies parmi lesquelles la logique générique, le signal mixte (mode mixte), la haute tension, la très haute tension, la gestion de l’alimentation, le masque ROM (cellule plate), les processus à logique intégrée pour mémoire non volatile, etc. basés sur les technologies 0,35um à 0,6um.
Le 28 novembre 2019, le groupe japonais Panasonic annonce qu'il va céder pour 250 millions de dollars à Nuvoton ses filiales Panasonic Semiconductor Solutions, Panasonic Industrial Devices Systems ainsi que les parts qu'il détient dans TowerJazz Panasonic Semiconductor, une coentreprise montée avec un partenaire israélien.

## Sites mondiaux
- Hsinchu, Taïwan : Nuvoton Technology Corporation (siège social). Fonction ： R&D, marketing, usine de fabrication (Fab), ventes
- Taipei, Taïwan : Bureau de vente de Taipei. Fonction ： ventes, FAE.
- Shanghai, Chine : Nuvoton Electronics Technology (Shanghai) Limited. Fonction ： ventes, FAE.
- Shenzhen, Chine : Nuvoton Electronics Technology (Shenzhen) Limited. Fonction ： ventes, FAE.
- Hong Kong, Chine : Nuvoton Electronics Technology (H.K.) Limited. Fonction ： ventes.
- San Jose, CA, États-Unis : Nuvoton Technology Corp. America. Fonction ： R&D, ventes.
- Herzliya, Israël : Nuvoton Technology Israel Ltd. Fonction ： R&D.